# 層別刈取法
層別刈取法（そうべつかりとりほう）は、生産生態学における調査手法のことである。ある植生において、一定の高さごとに植物体を刈り取り、光合成器官と非光合成器官に分けて、重量を測定する植生の調査方法を指す。その結果をグラフにしたものを生産構造図という。

## 層別刈取法の手順
一定の区画（ふつう50×50 cm）を定める。この区画内外の高度ごとの照度を測定を行う。最高度の照度を100%とした高度ごとの相対的な照度を相対照度という。次いで、一定の高さ（ふつう10 cm）ごとに層を定め、各層の茎の本数を数えた後、植物体を刈り込む。刈り取った植物体は、葉などの光合成器官（同化器官）と、茎や、根、花、果実、枝などの非光合成器官（非同化器官）に分ける。次に、それぞれの重量または乾燥重量を測定する。

## 生産構造図
層別刈取法をグラフにしたものを生産構造図と呼ぶ。光合成器官と非光合成器官の地上からの高さにおける垂直的な分布を、区画内の相対照度とともに示したものである。
生産構造図によって明らかとなる植生の二つのタイプを、広葉型とイネ科型と呼ぶ。広葉型は水平で広い葉が上部に集まり、下部は非光合成器官が大部分を占める。光が下部まで届きにくく、光合成器官は上部に集中する。アカメガシワ、オナモミ、ヒナタイノコズチ、ミゾソバなどが優占する。なお、森林においては、広葉樹型と呼ばれる。イネ科型は細長い葉が斜めについており、下部まで光合成器官が存在する。光は区画の下部まで届く。ススキ、チガヤ、ヨシ、ガマ、オヒシバなどが優占する。なお、森林においては、針葉樹型と呼ばれる。

## 研究
層別刈取法と生産構造図は、1953年、門司正三と佐伯敏郎によって提唱された。この手法は主に区画法によって研究されてきた植生の研究に対して、新たな見方を提示するものとなった。区画法は種多様性や種ごとの優占度合いといった、定性的な面しか知ることができなかった。層別刈取法は、定量的に数値で表されるため、区画法に対し補完的な役割を果たすことができる。